# Cervanivka, Bilopillea
Cervanivka (în ucraineană Черванівка) este un sat în comuna Kuianivka din raionul Bilopillea, regiunea Sumî, Ucraina.

## Demografie
Componența lingvistică a localității Cervanivka
     Ucraineană (99,12%)
     Alte limbi (0,88%)
Conform recensământului din 2001, majoritatea populației localității Cervanivka era vorbitoare de ucraineană (99,12%), existând în minoritate și vorbitori de alte limbi.